# إيه سي ميلان موسم 1899–1900
موسم 1899-1900، تنافس نادي ميلان لكرة القدم والكريكيت في بطولة كرة القدم الإيطالية وبطولة وسام الملك.

## الملخص
1. ↑  "Football". magliarossonera.it (بالإيطالية). Archived from the original on 2025-04-12. Retrieved 2023-11-03.

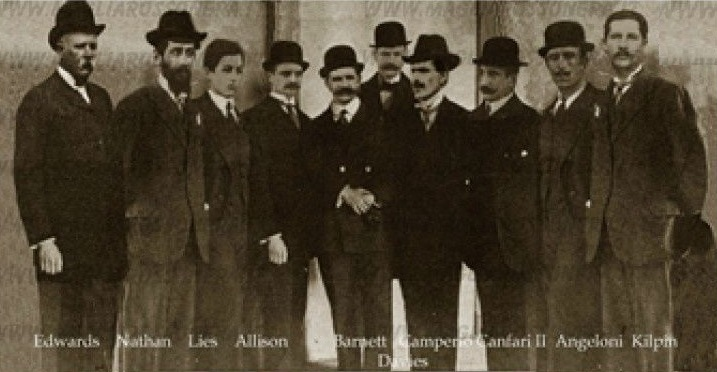
بعض مؤسسي نادي ميلانو لكرة القدم والكريكيت، ديسمبر 1899.

تأسس نادي ميلان لكرة القدم والكريكيت في عام 1899 على يد المغترب الإنجليزي هربرت كيلبين، الذي أراد أن يمنح مدينة ميلانو ناديًا قادرًا على المنافسة مع الأندية الرئيسية في تورينو وجنوة. وانضم إليه مجموعة من المواطنين ورجال الأعمال الإيطاليين. يزعم النادي أن تاريخ تأسيسه هو 16 ديسمبر من ذلك العام،  لكن الأدلة التاريخية تشير إلى أن النادي تأسس في الواقع قبل بضعة أيام، على الأرجح في 13 ديسمبر.  ومع ذلك، مع فقدان ميثاق النادي، فإن التاريخ الدقيق لا يزال مفتوحا للنقاش. وكان ألفريد إدواردز، القنصل البريطاني السابق في ميلانو والشخصية المعروفة في المجتمع الراقي بالمدينة، أول رئيس منتخب للنادي، بينما تولى كيلبين دور المدير. كان أول قائد في تاريخ ميلان هو ديفيد أليسون، المهاجم ذو الخبرة والذي كان أيضًا هداف الموسم، بهدفين. وكان النادي يضم قسمًا للكريكيت، يديره إدوارد ناثان بيرا. كان المكان الذي التقى فيه المؤسسون لأول مرة هو فندق دو نورد، والذي تمت إعادة تسميته لاحقًا باسم برينسيبي دي سافويا، وتم إنشاء المقر الرئيسي الأول في فياشيتيريا توسكانا، وهو مطعم يقع بالقرب من جاليريا فيتوريو إيمانويل الثاني.

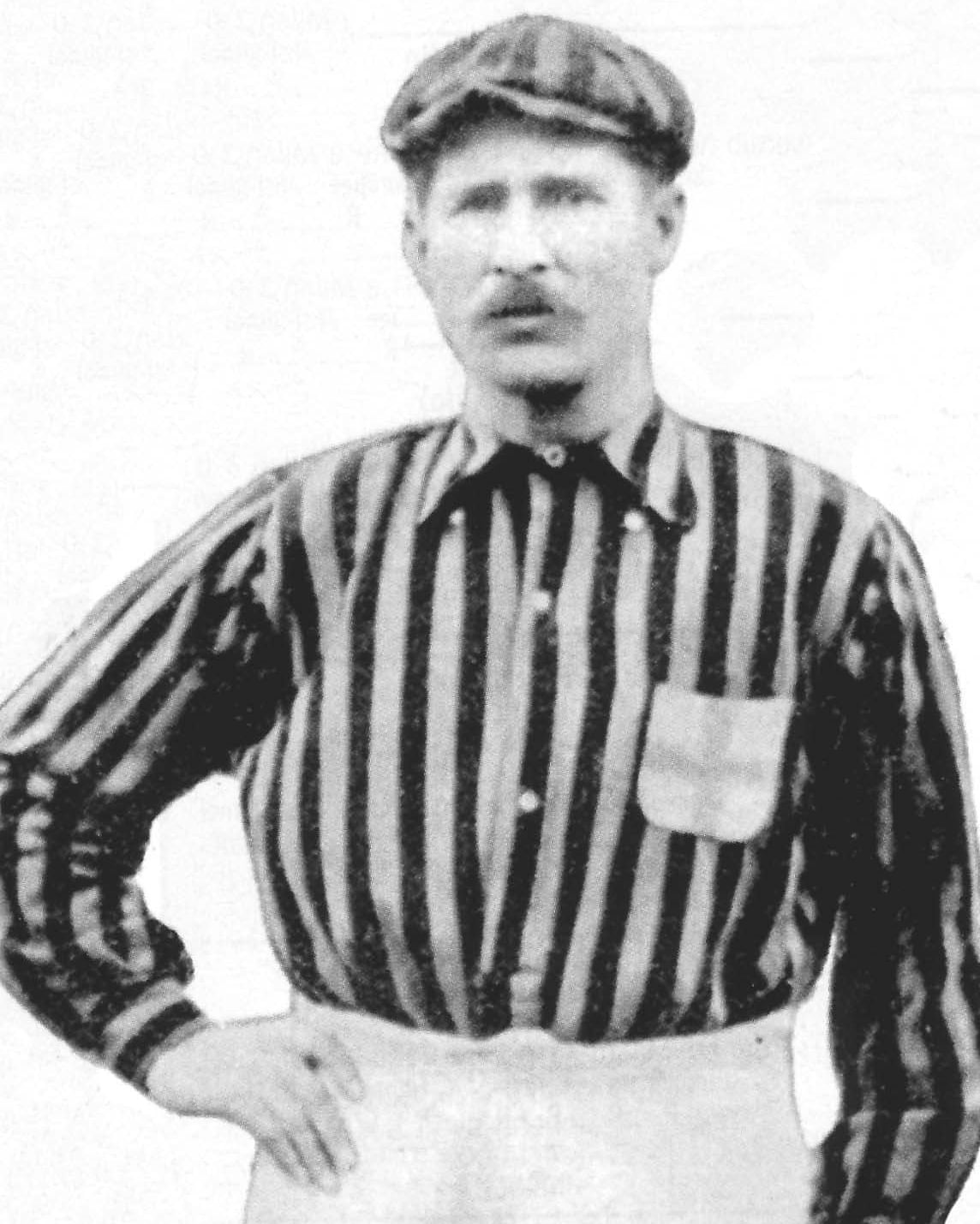
رائد كرة القدم الإنجليزية هربرت كيلبين: مؤسس ولاعب كرة قدم ومدير نادي ميلان لكرة القدم والكريكيت، يرتدي قميص ميلان المميز في القرن العشرين.

أقيمت أول مباراة على الإطلاق للنادي على ملعب تروتر، وهو الملعب الرئيسي لميلانو في مواسمه الأولى، في 11 مارس 1900 ضد ميديولانوم. سمح الفوز بنتيجة 2-0 للروسونيري بالوصول إلى نهائي بطولة وسام الملك، وهي الكأس التي أنشئت تكريما للملك أومبرتو الأول ملك إيطاليا. وفي المباراة النهائية، تغلب ميلان على يوفنتوس بنفس النتيجة ليحصد أول لقب في تاريخه.
بعد التأسيس، سجل ميلان على الفور في الاتحاد الإيطالي لكرة القدم وحصل على فرصة اللعب في أول بطولة إيطالية لكرة القدم، حيث خرج في الدور نصف النهائي على يد إف بي سي تورينيزي بنتيجة 3-0.

## اللاعبين
ملاحظة: تشير الأعلام إلى المنتخب الوطني على النحو المحدد في قواعد الأهلية للفيفا. قد يحمل اللاعبون أكثر من جنسية واحدة غير تابعة للفيفا.
| الرقم | البلد   | المركز | اللاعب           |
| ----- | ------- | ------ | ---------------- |
|       | إنجلترا | حارس   | هودي هوبرلين     |
|       | إيطاليا | مدافع  | بييترو سيجناجي   |
|       | إيطاليا | مدافع  | لورينزو توريتا   |
|       | إيطاليا | وسط    | جيانينو كامبيريو |
|       | إنجلترا | وسط    | هيربرت كيلبن     |
|       | سويسرا  | وسط    | كورت لايز        |
|       | إيطاليا | وسط    | ألبرتو بيريللي   |

| الرقم | البلد   | المركز | اللاعب               |
| ----- | ------- | ------ | -------------------- |
|       | إيطاليا | وسط    | جويدو فاليريو        |
|       | إنجلترا | مهاجم  | ديفيد أليسون         |
|       | إنجلترا | مهاجم  | صموئيل ريتشارد ديفيز |
|       | إيطاليا | مهاجم  | انطونيو دوبيني       |
|       | إيطاليا | مهاجم  | أتيليو فورمينتي      |
|       | ويلز    | مهاجم  | بينفين لويلين نيفيل  |